# Mervi Lindman
Mervi Lindman, född 5 april 1971, är en finländsk illustratör och barnboksförfattare. Lindman har främst illustrerat titlar av Katerina Janouch, men har även skrivit och illustrerat en rad egna bilderböcker.